# Pacific Beach (Washington)
Pacific Beach es un área no incorporada ubicada en el condado de Grays Harbor en el estado estadounidense de Washington.

## Geografía
Pacific Beach se encuentra ubicado en las coordenadas 47°12′32″N 124°12′12″O / 47.20889, -124.20333.